# Jonson Clarke-Harris
Jonson Scott Clarke-Harris (* 21. Juli 1994 in Leicester) ist ein englischer Fußballspieler. Der Stürmer steht aktuell bei Rotherham United unter Vertrag.

## Karriere
Clarke-Harris gab am 10. August 2010, bei einer 0:2-Niederlage im Ligapokal gegen Morecambe, sein Profidebüt für Coventry City. Er wurde in der 68. Minute für David Bell eingewechselt und war damit im Alter von 16 Jahren und 20 Tagen, der Jüngste Spieler in der Vereinsgeschichte.
Am 30. April 2012 wurde bekannt, dass Clarke-Harris kein Profivertrag bei Coventry angeboten- und er den Verein verlassen wird. Der damalige Trainer Andy Thorn gab später disziplinarische Probleme als Grund der Trennung an.
Am 23. Juli 2012 unterschrieb er einen Zweijahresvertrag bei Peterborough United. Ohne ein Spiel für Peterborough United gemacht zu haben, wurde er am 12. Oktober für einen Monat an Southend United ausgeliehen und wechselte anschließend, ebenfalls auf Leihbasis, zum FC Bury.
Im Mai 2013 wechselte Clarke-Harris zu Oldham Athletic und unterschrieb einen Einjahresvertrag, mit Option auf ein weiteres Jahr. Sein erstes Tor erzielte er am 29. Oktober 2013, bei einer 2:3-Niederlage gegen Notts County. In seiner ersten Saison absolvierte er 49 Spiele und erzielte acht Tore, woraufhin sein Vertrag um 18 Monate verlängert wurde. Nach den hervorragenden Leistungen während seiner ersten Spielzeit, gewann er am Ende der Saison den Young Player of the Season Award.
Am 1. September 2014 gab Rotherham United die Verpflichtung von Clarke-Harris bekannt, wobei dessen Ablösesumme Berichten zufolge bei 350.000 Pfund lag. Sein erstes Tor erzielte er am 17. Oktober 2014, bei einem 2:1-Sieg gegen Leeds United. Nach zwei Kurzleihen zu den Milton Keynes Dons und den Doncaster Rovers, beendete er die Saison 2014/15 bei Rotherham mit 3 Toren in 15 Einsätzen. Den Großteil der Saison 2016/17 verpasste er aufgrund einer Kreuzbandverletzung, welche er sich in einem Testspiel in der Saisonvorbereitung zugezogen hatte.
Am 31. Januar 2018 wechselte Clarke-Harris, zunächst auf Leihbasis, zurück zu Coventry City. In 17 Ligaspielen erzielte er drei Tore und wurde anschließend fest verpflichtet.
Schon am 31. Januar 2019 unterzeichnete er einen Vertrag bei den Bristol Rovers und gab am 2. Februar sein Debüt gegen Southend United. Am 2. März gelang ihm ein Hattrick bei einem 4:0-Heimsieg über Blackpool. Am 12. April 2019 wurde Clarke-Harris zum League One Player of the Month für März 2019 gewählt, nachdem er den Monat über acht Tore erzielt hatte. Eines der Tore schoss er aus 23 Metern beim 2:2 gegen Plymouth Argyle, mit dem er auch die Auszeichnung zum Tor des Monats der Liga erhielt. Im September 2019 wurde er erneut zum Spieler des Monats gewählt, nachdem er fünf Tore in fünf Spielen erzielt hatte.
Am 27. August 2020 kehrte er für eine nicht genannte Ablösesumme und einem Vierjahresvertrag zu Peterborough United zurück. Seine ersten Tore erzielte er mit einem Doppelpack, beim 3:1-Sieg über Swindon Town, am 3. Oktober 2020. Nachdem er in jedem Spiel mindestens ein Tor erzielt hatte, darunter auch zwei Hattricks gegen Rochdale und Accrington Stanley, wurde er im Februar erneut Spieler des Monats. Am 29. April 2021 wurde Clarke-Harris bei den EFL Awards mit dem League One Player of the Year Award ausgezeichnet. Seine 31 Ligatore in der Saison 2020/21 brachten ihm außerdem den Gewinn des goldenen Schuhs ein.
Am 1. September 2023 wurde bekannt, dass Clarke-Harris’ ehemaliger Verein, die Bristol Rovers, eine Einigung über den Rücktransfer des Stürmers für 800.000 Pfund erzielt hatten. Da jedoch die notwendigen Unterlagen nicht rechtzeitig bis zur Frist um 23 Uhr eingereicht wurden, scheiterte der geplante Wechsel. In der ersten Saisonhälfte wurde Clarke-Harris nach dem misslungenen Transfer nur noch selten eingesetzt. Im Januar-Transferfenster schien er kurz vor einem Wechsel zu Charlton Athletic zu stehen, doch der Transfer scheiterte, da er sich nicht auf persönliche Vertragsbedingungen einigen konnte, obwohl eine Ablösesumme von 500.000 Pfund bereits festgelegt war. Nach der Niederlage im Playoff-Halbfinale für die zweite Saison in Folge gab der Verein bekannt, dass Clarke-Harris den Klub nach Ablauf seines Vertrages verlassen werde. Trainer Darren Ferguson würdigte trotz der wenigen Einsätze in der ersten Mannschaft die Professionalität des Stürmers während der Saison.
Zur Saison 2024/25 kehrte er zu Rotherham United zurück und unterschrieb einen Zwei-Jahres-Vertrag.

## Statistiken
- Stand: 30. Juli 2024[32]

| Verein                     | Saison  | Liga         | Liga   | Liga | FA Cup | FA Cup | Ligapokal | Ligapokal | Andere | Andere | Gesamt | Gesamt |
| Verein                     | Saison  | Liga         | Spiele | Tore | Spiele | Tore   | Spiele    | Tore      | Spiele | Tore   | Spiele | Tore   |
| -------------------------- | ------- | ------------ | ------ | ---- | ------ | ------ | --------- | --------- | ------ | ------ | ------ | ------ |
| Coventry City              | 2010/11 | Championship | 0      | 0    | 0      | 0      | 1         | 0         | —      | —      | 1      | 0      |
| Coventry City              | 2011/12 | Championship | 0      | 0    | 0      | 0      | 0         | 0         | —      | —      | 0      | 0      |
| Peterborough United        | 2012/13 | Championship | 0      | 0    | 0      | 0      | 0         | 0         | 0      | 0      | 0      | 0      |
| Southend United (Leihe)    | 2012/13 | League Two   | 3      | 0    | 0      | 0      | 0         | 0         | 0      | 0      | 3      | 0      |
| FC Bury (Leihe)            | 2012/13 | League One   | 12     | 4    | 0      | 0      | 0         | 0         | 0      | 0      | 12     | 4      |
| Oldham Athletic            | 2013/14 | League One   | 40     | 6    | 5      | 1      | 1         | 0         | 3      | 1      | 49     | 9      |
| Oldham Athletic            | 2014/15 | League One   | 5      | 1    | 0      | 0      | 1         | 0         | 0      | 0      | 6      | 1      |
| Oldham Athletic            | Gesamt  | Gesamt       | 45     | 7    | 5      | 1      | 2         | 0         | 3      | 1      | 55     | 10     |
| Rotherham United           | 2014/15 | Championship | 15     | 3    | 1      | 0      | 0         | 0         | —      | —      | 16     | 3      |
| Rotherham United           | 2015/16 | Championship | 35     | 6    | 1      | 0      | 1         | 0         | —      | —      | 37     | 6      |
| Rotherham United           | 2016/17 | Championship | 7      | 0    | 0      | 0      | 0         | 0         | —      | —      | 7      | 0      |
| Rotherham United           | 2017/18 | League One   | 14     | 0    | 0      | 0      | 2         | 0         | 3      | 1      | 19     | 1      |
| Rotherham United           | Gesamt  | Gesamt       | 71     | 9    | 2      | 0      | 3         | 0         | 3      | 1      | 79     | 10     |
| Milton Keynes Dons (Leihe) | 2014/15 | League One   | 5      | 0    | 0      | 0      | 0         | 0         | 0      | 0      | 5      | 0      |
| Doncaster Rovers (Leihe)   | 2014/15 | League One   | 9      | 1    | 0      | 0      | 0         | 0         | 0      | 0      | 9      | 1      |
| Coventry City (Leihe)      | 2017/18 | League Two   | 17     | 3    | 1      | 1      | 0         | 0         | 3      | 0      | 21     | 4      |
| Coventry City              | 2018/19 | League One   | 27     | 5    | 1      | 1      | 1         | 0         | 0      | 0      | 29     | 6      |
| Coventry City              | Gesamt  | Gesamt       | 44     | 8    | 2      | 2      | 2         | 0         | 3      | 0      | 51     | 10     |
| Bristol Rovers             | 2018/19 | League One   | 16     | 11   | 0      | 0      | 0         | 0         | 1      | 0      | 17     | 11     |
| Bristol Rovers             | 2019/20 | League One   | 26     | 13   | 5      | 2      | 2         | 1         | 2      | 0      | 32     | 16     |
| Bristol Rovers             | Gesamt  | Gesamt       | 42     | 24   | 5      | 2      | 2         | 1         | 3      | 0      | 49     | 27     |
| Peterborough United        | 2020/21 | League One   | 45     | 31   | 1      | 0      | 0         | 0         | 3      | 2      | 49     | 33     |
| Peterborough United        | 2021/22 | Championship | 41     | 12   | 3      | 0      | 0         | 0         | —      | —      | 44     | 12     |
| Peterborough United        | 2022/23 | League One   | 48     | 27   | 2      | 0      | 1         | 0         | 3      | 2      | 54     | 29     |
| Peterborough United        | 2023/24 | League One   | 34     | 9    | 3      | 1      | 2         | 2         | 3      | 1      | 42     | 13     |
| Peterborough United        | Gesamt  | Gesamt       | 168    | 79   | 9      | 1      | 3         | 2         | 9      | 4      | 189    | 87     |
| Gesamt                     | Gesamt  | Gesamt       | 399    | 132  | 23     | 6      | 12        | 3         | 21     | 7      | 455    | 148    |

## Erfolge

### Milton Keynes Dons
Football League One
- Vizemeister: 2014/15[33]

### Coventry City
EFL League Two play-offs
- Gewinner: 2018[34]

### Peterborough United
League One
- Vizemeister: 2020/21[35]

EFL Trophy
- Gewinner: 2023/24[36]

### Individuell
EFL League One Spieler des Monats
- Gewinner: März 2019[37], September 2019[38], Februar 2021[39]

Football League One Tor des Monats
- Gewinner: März 2019

Bristol Rovers Tor der Saison
- Gewinner: 2018/19[40]

EFL League One Spieler des Jahres
- Gewinner: 2020/21[41]

EFL League One Golden Boot
- Gewinner: 2020/21[42], 2022/23[43]

Peterborough United Spieler des Jahres
- Gewinner: 2020/21[44]